# كايتلين سافاج
كايتلين سافاج (بالإنجليزية: Kaitlyn Savage)‏ هي لاعبة كرة قدم أمريكية، ولدت في 27 أكتوبر 1990 في فوكس آيلاند في الولايات المتحدة. لعبت مع برث غلوري إف سي.

## وصلات خارجية
- كايتلين سافاج على موقع قاعدة بيانات كرة القدم.إي يو (الإنجليزية)
- كايتلين سافاج على موقع Soccerway.com (الإنجليزية)